# Styracaster transitvus
Styracaster transitvus är en sjöstjärneart som beskrevs av Georgii Mikhailovich Belyaev och Lev Ivanovich Moskalev 1986. Styracaster transitvus ingår i släktet Styracaster och familjen Porcellanasteridae. Inga underarter finns listade i Catalogue of Life.